# Barrancas Blancas
Barrancas Blancas é uma montanha na cordilheira dos Andes em Atacama, Chile com 6119 metros de altitude.